# Симферопольское пехотное училище
Симферопольское военное пехотное училище — среднее пехотное военно-учебное заведение РККА и Советской армии ВС Союза ССР, расположенное в городе Симферополь.
Период в составе действующей армии: с 1 января 1941 года по 1 января 1946 года.

## Наименования
Военное учебное заведение Красной и Советской Армий ВС Союза ССР имело наименования:
- с декабря 1939 года — Симферопольское пехотное училище[2];
- с 5 марта 1941 года — Симферопольское интендантское училище[1][3];
- с 25 января 1942 года — Симферопольское пулемётно-миномётное училище[4];
- с 14 февраля 1942 года — Симферопольское стрелково-пулемётное училище;
- с 27 мая 1944 года — Симферопольское военное пехотное училище.

## История
После Гражданской войны в Симферополе в 1921 — 1923 годах существовали Симферопольские командные пехотные курсы или Симферопольские пехотные курсы краскомов, позднее перепрофилированные в кавалерийские.

Торжественное построение курсантов Симферопольского пехотного училища, 1939—1940 годы. Место съемки идентифицируется по зданию офицерского собрания Крымского конного полка. Ныне территория 8-го отдельного артиллерийского полка ЧФ (в/ч 87714)

В декабре 1939 года для подготовки командиров взводов стрелковых подразделений Красной Армии приказом Наркома Обороны СССР было сформировано Симферопольское пехотное военное училище РККА. 5 марта 1941 года оно приказом № 0571 Наркома обороны преобразуется в Симферопольское интендантское военное училище РККА. При изменении профиля курсантов 2 курса будущих командиров пулеметных взводов в апреле 1941 года перевели доучиваться в Одесское пехотное училище имени К. Е. Ворошилова.  При формировании Омского интендантского училища ему были переданы 284 курсанта первого курса Симферопольского пехотного училища. Курсанты носили в петлицах буквы «СУ» (Симферопольское училище), изучали интендантское дело и другие дисциплины, связанные с военно-хозяйственной деятельностью в армии и на флоте. Находилось оно на территории военного городка Крымского конного полка РИА, где с 1920-х годах дислоцировалась 1-я кавалерийская школа имени ЦИК Крымской АССР, ныне улица Калинина, 6, территория 8-го отдельного артиллерийского полка ЧФ (в/ч 87714).
В подчинении Одесского военного округа. С началом Великой Отечественной войны оперативно подчинялось 9-му стрелковому корпусу. Курсанты училища несли охрану побережья Чёрного моря в районе: село Николаевка Симферопольского района — Феодосия, с целью противодействия морским и воздушным десантам врага и борьбы с диверсантами.
В связи с угрозой Крыму от немецко-румынских войск училище в августе 1941 года передислоцируется в город Новоузенск, затем на станцию Питерку и в село Моршанка Саратовской области, в подчинении Приволжского военного округа. 25 января 1942 года Симферопольское интендантское училище было преобразовано в Симферопольское пулеметно-минометное училище.
Исполняющий обязанности военкома училища батальонный комиссар Рынский докладывал начальнику политуправления Приволжского военного округа: «Начсостав и курсанты встретили с радостью директиву замнаркома о реорганизации интендантского училища в пулемётно-миномётное. Политико-моральное состояние и дисциплина здоровые».
Курсанты изучали тактику пехотного боя, материальную часть пулеметов и минометов, топографию, огневую и строевую подготовку, краткий курс истории ВКП(б), езду на тачанках. В училище было 6 батальонов. Обучение в военное время проводилось по шестимесячной программе по 10 часов в день без выходных. Выпускались курсанты младшими лейтенантами. 14 февраля 1942 года училище переименовывается в Симферопольское стрелково-пулеметное училище РККА. В апреле 1942 года оно передислоцируется в город Балаково Саратовской области. К концу 1943 года, во время дислокации в Балакове, в училище состоялось пять официальных, со сдачей экзаменов, офицерских выпусков (около двух тысяч человек). Примерно столько же отправилось на фронт досрочно, без сдачи экзаменов в звании сержантов.
27 мая 1944 года преобразовано в Симферопольское пехотное военное училище. Осенью 1944 года училище возвращается в Симферополь с оперативным подчинением командующему образованного 9 июля 1945 года Таврического военного округа. 5 апреля 1947 года приказом Министра обороны СССР Симферопольское пехотное военное училище было расформировано.
Официальный период училища в составе действующей армии: 31.12.1940 — 31.12.1945.

## Начальники училища
- декабрь 1939 — декабрь 1941 — полковник А. Г. Красноухов[9]
- декабрь 1941 — февраль 1942 — врио начальника, полковник М. М. Романов[9] (14.11.1897, Тульская обл., Ефремовский р-н, с. Медведки[11])
- февраль 1942 — сентябрь 1942 — полковник Т. П. Васильев[9]
- сентябрь 1942 — 1945 — полковник В. И. Козин. В должности был награждён 03.11.1944 орденом Красной Звезды[12].
- сентябрь 1945 — май 1947 — генерал-майор Г. П. Лиленков[13]

## Выпускники
Ряд выпускников училища стали Героями Советского Союза.
- Сидоренко, Иван Михайлович
- Уруков, Виталий Иванович
- Вахненко, Алексей Яковлевич
- Крюков, Василий Иванович
- Ломакин, Алексей Яковлевич
- Мороз, Николай Никифорович
- Ибраев, Айткеш Абаевич